# SVヴィルヘルムスハーフェン
SVヴィルヘルムスハーフェン（SV Wilhelmshaven）は、ドイツのヴィルヘルムスハーフェンを本拠地とするサッカークラブ。

## 歴史
クラブの起源は1905年に求めることができる。その後いくつかのクラブと合併して成長したが、1945年に一旦消滅した。1952年に再結成され、その後、いくつかのクラブとの合併を経て現在へと至る。2004-2005年のシーズンでオーバーリーガ（4部）へ昇格を果たすと、翌シーズンにオーバーリーガ優勝を果たし、レギオナルリーガ（3部）へと連続昇格を果たした。
2007年にフリートランスファーでセルヒオ・サガルサスを獲得した際、元所属クラブのリーベル・プレートとエクスクルシオニスタスから賠償金として15万7000ユーロを請求された。

## タイトル

### 国内タイトル
なし

### 国際タイトル
なし

## 歴代所属選手
- ジョナタン・ボーリュー＝ブルゴー
- ライリー・オニール
- クリスト・ボンゴ
- ローワン・リケッツ
- ディルク・シュスター
- ジョージ・アルハッサン
- ヴァルダス・イヴァナウスカス
- パヴェウ・クリシャウォヴィッツ
- カロル・プラジェニツァ